# Zambezi (Zambezi)
Zambezi è un centro abitato dello Zambia, situato nella Provincia Nord-Occidentale.